# Europol
Europol − Európai Rendőrségi Hivatal (European Police Office) Az Európai Unión belüli rendőrségi együttműködés legfontosabb intézménye.

## Története
Az Europol a TREVI-ből, a biztonsági együttműködés egyik fórumából jött létre, 1976-ban az Európai Közösség bel- és igazságügyi miniszterei hozták létre. A TREVI először a nemzetközi terrorizmusra összpontosított, ám hamarosan a határokon átnyúló bűnözés más területeire is kiterjedt a Közösségen belül. Az 1991. június 28-29-én Luxemburgban tartott európai csúcstalálkozón Helmut Kohl német kancellár sürgette egy, az FBI-hoz hasonló európai rendőrségi ügynökség létrehozását, amely a rendőrségi együttműködés alapját egész Európában megteremti. Az Európai Tanács a csúcstalálkozón megállapodott arról, hogy legkésőbb 1993. december 31-ig létrehozza a Központi Bűnügyi Nyomozó Hivatalt (angolul: Central European Criminal Investigations Office, rövidítve Europol).
A luxemburgi csúcstalálkozó ötletét továbbfejlesztették a maastrichti 1991. december 9–10-i Európai Tanács ülésén, a Maastrichti Szerződés tervezetének megbeszélésén. Az Európai Tanács megállapodott egy "Európai Rendőrségi Hivatal (Europol) létrehozásáról, amelynek első számú feladata a kábítószerekkel kapcsolatos információcsere biztosítása". A Tanács hasonlóképpen utasította a TREVI minisztereit, hogy tegyenek intézkedéseket a hivatal felállításához. 1992. február 7-én a maastrichti szerződés aláírása keretében az Europolt a K.1. cikkely 9. szakasza további kötelezettségekkel és jogosultságokkal ruházta fel:
"[...] A tagállamok az alábbi területeken lépnek fel közösen:
[...] rendőrségi együttműködés a terrorizmus, az illegális kábítószer-kereskedelem és a nemzetközi bűnözés egyéb súlyos formáinak megelőzése és leküzdése céljából, ideértve adott esetben a vámügyi együttműködést az Uniós szintű információcsere-rendszer megszervezésével összefüggésben az Európai Rendőrségi Hivatalon (Europol) belül.
Az Europolt de facto ideiglenesen 1993-ban szervezték meg, mivel az Europol Drugs Unit (EDU) Strasbourgban, a Schengeni Információs Rendszerrel azonos helyszínen működött. A kis kezdeti csoport 1994 januárjában Jürgen Storbeck vezetésével és a nemzeti rendőri erők bűnügyi nyomozásban való segítésére felhatalmazott mandátummal kezdte meg ott működését. Ebben az időszakban az Europol végleges állandó székhelyéért folytatott verseny Hága, Róma és Strasbourg között folyt, végül az Európai Tanács 1993. október 29-én úgy határozott, hogy az Europolt Hágában alapítja meg. A végleges helyszínnek egy 1910-ben a Raamweg utca 47. számban épült korábbi katolikus fiúiskolát választottak. Az épületet a II. Világháborúban a rendőrség és a hírszerző ügynökségek használták, a háború után pedig a Holland Állami Hírszerző Szolgálaté volt, amíg az Europol 1994-ben oda nem költözött.
Végül 1995-ben hozták létre az Europol egyezménnyel, mely az akkori összes tagállam ratifikációját követően, 1998-ban lépett hatályba. A hivatal azonban csak egy évvel később, 1999 júliusában kezdte el gyakorlati működését, felváltva elődjét az Europol Kábítószeregységet. Az Europol Egyezmény helyébe lépő tanácsi határozat 2010 januárjától a hivatalt új feladatkörrel ruházta fel, valamint az új jogi keret mellett az Europol az integráció teljes jogú ügynökségévé vált.

## Az Europol, mint az Európai Unió ügynöksége
„Az Europol célja, hogy javítsa az európai bűnüldöző hatóságok eredményességét és együttműködését a nemzetközi bűnözés súlyos formáinak és a szervezett bűnözésnek a megelőzésében és leküzdésében, azért, hogy munkája nyomán minden európai polgár számára biztonságosabb legyen Európában élni.”
A 2009. április 6-i 2009/371 /JHA tanácsi határozattal az Europolt teljes mértékben betagolták az Európai Unióba. Ezzel felváltották az Europol-egyezményt, és átalakították az Europolt az Európai Unió ügynökségévé. A 2010. január 1-ével életbe lépett törvény különféle tagállami törekvéseket szolgál, úgy mint a tagállamoknak a szervezett bűnözés elleni harcának fokozott támogatását, a költségvetésnek az Európa Parlamenten keresztüli ellenőrzését és az adminisztráció egyszerűsítését. Az ügynökség Frank Wintermans által tervezett új, 32 000 m2-es központját a hágai nemzetközi övezetben, nem messze a Nemzetközi Büntetőbírósághoz, az Eisenhowerlaan 73. szám alatt, Hollandia uralkodója, Beatrix királynő nyitotta meg 2011. július 1-jén.
Rob Wainwright igazgató és Cecilia Malmström belügyekért felelős igazgató 2013. január 11-én elindította az Európai Kiberbűnözési Központot, az Europol egyik egységét, amelynek az a feladata, hogy segítse a tagállamokat a szervezett csoportok által nagy értékű haszon elérése végett elkövetett kiberbűnözés megakadályozásában, illetve felszámolásában (pl. online csalás); az áldozatoknak súlyos sérüléseket okozó számítógépes zaklatások megelőzésében (például a gyermekek online szexuális kizsákmányolása) és az EU infrastruktúráját és számítógépes rendszereit érintő támadások kivédésében. A központ célja a számítógépes bűnözés elleni, határokon átívelő rendészeti tevékenységek összehangolása, melyben a technológiai szakértelem központjaként működik, például az eszközfejlesztés és a képzés terén. Malmström biztos kijelentette, hogy Európában kiberbűnözési központ szükséges "a nyílt és ingyenes internet védelmében".
Az Európai Terrorizmuselleni Központ (ECTC) 2016. január 25-én új stratégiai platformként indult el az Europolon belül, hogy információt osszon meg az EU-államok között a tagállamokból Szíriába tartó, illetve onnan visszaérkező feltételezhetően bűnöző elemek mozgásainak monitorozása, valamint a terroristák pénzügyeinek és internethasználatának nyomon követése céljából. Az Európai Parlament 2016. május 11-én hároméves tárgyalásokat követően jóváhagyta az Europol új jogi keretét, az (EU) 2016/794 rendeletet, és így hatályon kívül helyezte a 2009. évi korábbi határozatokat. Az új keretrendszer további hatáskörökkel hatalmazta fel az Europolt a terrorizmus elleni küzdelem során. Magában foglalja az állomány képzési és csereprogramjait is, valamint egy szilárd adatvédelmi rendszer létrehozását és a Parlament ellenőrzésének megerősítését az Ügynökség felett  A rendelet 2017. május 1-jén lépett hatályba. Ezenkívül a szervezet nevét az Európai Unió Bűnüldözési Együttműködési Ügynökségére (Europol) módosították.
Az Egyesült Királyság eredetileg nem vett részt a 2016. évi Europol-rendelet átdolgozásában, de ezt követően 2016 decemberében értesítette az EU-t a részvételi szándékáról. A részvételt 2017 márciusában a Bizottság határozata megerősítette. 2017 szeptemberében arról számoltak be, hogy az Egyesült Királyság a Brexit után egy új szerződést kötne az Europollal, mely biztosítaná az együttműködést, például a bűnüldözési operatív információk megosztását, valamint a bűnözés és a terrorizmus elleni küzdelemben való kooperációt. Az EU vezető tárgyalója, Michel Barnier azonban 2017 novemberében kijelentette, hogy az Egyesült Királyság "a Brexit hatálybalépése után már nem lesz az Európai Védelmi Ügynökség vagy az Europol tagja".
Az Europol 2017. május 31-én indította el a „Stop a gyermekbántalmazásnak! – Találd meg a tárgyat!” kampányt és a kampányt egy honlappal is támogatta. A honlappal az a céljuk, hogy a gyermekekkel szembeni szexuális visszaélésekkel kapcsolatba hozható tárgyakat bemutassák az elkövetők, illetve az áldozatok felkutatása végett, abban a reményben, hogy a különálló részletek, például egy logó egy táskán, vagy akár egy samponos flakon, a nyilvánosság segítségével azonosíthatóak legyenek, s ezt követően akár névtelen bejelentéssel, akár a közösségi média segítségével információkhoz jussanak. Ezt a megközelítést a nyomozók „közbeszerzésnek” hívják. A Bellingcat nyomozó kutatóhálózat arról számolt be, hogy számos tárgyat pozitívan azonosítottak az Europol felhívásának támogatására tett kísérlet után.

## Felépítése
Az Europol igazgatója az Ügynökség képviselője, akit az Európai Tanács nevez ki. Ezt a tisztséget jelenleg  Catherine De Bolle tölti be. Az igazgató munkáját három igazgatóhelyettes segíti, akik az Europol három fő szervezeti egységét irányítják Jean-Philippe Lecouffe az Operációs Osztályt,  Jürgen Ebner a Szervezetirányítási Osztályt, és Andrei Linta a Kapacitások Osztályát.
Az Europol több mint 1400 dolgozó szaktudását használja fel ahhoz, hogy elsődleges célját, Európa biztonságosabbá tételét elérje. Ezek közül körülbelül 100 elemző foglalkozik azzal, hogy Európa legveszélyesebb bűnöző- és terrorhálózatait felderítse. A bűnügyi elemzők úgynevezett elemzési munkafájlok keretrendszerében dolgoznak (Analysis Work File- AWF).
Az Europol igazgatója jogosult szerződéseket kötni egyes országokkal csakúgy, mint nemzetközi szervezetekkel. 2017. szeptember óta az Europol operatív szinten együttműködik Albánia, Ausztrália, Bosznia és Hercegovina, Kanada, Dánia, Kolumbia, Grúzia, Izland, Liechtenstein, Moldova, Monaco, Montenegró, Észak-Macedónia, Norvégia, Szerbia, Svájc és Ukrajna bünügyi szerveivel csakúgy, mint az Amerikai Egyesült Államokkal és az Interpollal. Hasonlóképpen, az Ügynökség stratégiai megállapodásokat kötött Brazíliával, Kínával, Oroszországgal, Törökországgal, valamint az Egyesült Nemzetek Kábítószer- és Bűnözési Hivatalával (UNODC) és a Vámigazgatások Világszervezetével (WCO).
Az Europol igazgatótanácsába valamennyi tagállam és az Európai Bizottság delegál képviselőt egy-egy szavazati joggal. Az Igazgatótanács döntéseihez abszolút szavazati többség szükséges. Az Igazgatótanács évente legalább kétszer ülésezik, felügyeli az Europol aktuális tevékenységét, meghatározza a jövőbeli stratégiáját, valamint dönt a költségvetésről, a programokról és az átfogó éves beszámolók elfogadásáról. Az Igazgatótanács jóváhagyásra továbbítja döntéseit a Bel- és Igazságügyi Tanácsnak.Az Igazgatótanács feladatai közé tartozik az adatvédelem, a belső ellenőrzés és a könyvelés.

## Működési területei

### Kábítószer
Az Europol műveletei közé tartozik a kábítószerekkel kapcsolatos vizsgálatok megkezdése és azok koordinálása. Továbbá a rendészetnek nyújtott segítség a tiltott kábítószer termelő létesítmények lebontásában, a bizonyítékok gyűjtésében. Két létesítmény segíti az Europol munkáját ezen a területen: az Illegális Laboratóriumokat Összehasonlító Rendszer (Europol Illicit Laboratory Comparison System (EILCS)) és az Europol Szintetikus Kábítószer Rendszer (Europol Synthetic Drug System (ESDS)).

### Emberkereskedelem
2011-ben az Europol aktívan támogatott 22 magas szintű, emberkereskedelemmel kapcsolatos nyomozást. Egyes esetekben a mobil irodák helyszíni segítséget is nyújtottak. Egy figyelemreméltó példa a Veerde művelet, amelybe Csehország és az Egyesült Királyság volt érintett és 11 személyt tartóztattak le.

### Illegális bevándorlás
Az Europol részt vesz az illegális bevándorlást segítő bűnözői hálózatok felderítésében. A 2011-es jelentésben szereplő jelentős akciók: Cestia művelet (afgán csempészet felderítése), Schwarz/White művelet (vietnami nemzetiségek), Truck művelet (kínai nemzetiségek).

### Európai Kiberbűnözés Elleni Központ
Az Európai Kiberbűnözés Elleni Központ (European Cibercrime Centre) 2013. január 11-én kezdte meg működését az Europol hágai központjában. A központ célja az Európai Unió polgárainak és az üzleti tevékenységek védelme a kiberbűnözéstől.

### Szerzői jog megsértése
Az Europol segíti a tagállamokat a szerzői jog megsértése elleni műveletekben, olyan területeken, mint például az élelmiszerek, rovarirtók, növényvédőszerek hamisítása.
Cigarettacsempészet: Az Europol támogatja a Közösség cigaretta és dohányáruk illegális előállítása és csempészete ellen folytatott küzdelmét, ami miatt évi 10 milliárd eurós árbevételtől esik el az Európai Unió.

### Pénzhamisítás
Az Europol feladatai közé tartozik a pénzhamisítás elleni küzdelem. A 2011-es Gazeta művelet (Lengyelország) például felszámolta az egyik legnagyobb pénzhamisító nyomdát Európában.

### Adócsalás
A becslések szerint a közvetett forgalmi adóval kapcsolatos csalások évi 60 milliárd eurós veszteséget jelentenek az integráció országainak. Az Europol Elemzési Projectje (Europol Analysis Project) nyújtja az egyetlen európai uniós szintű adatbázist a jelenséggel kapcsolatos információkra vonatkozóan.

### Pénzmosás
Az Europol támogatja a tagállamokat a pénzmosás elleni védekezésben, illetve az ez elleni küzdelemben.

### Terrorizmus
Az Europol különféle termékek és szolgáltatások nyújtásával segíti elő a tagállamok és a Közösség terrorizmus elleni küzdelmét. Az ügynökség elemzéseket készít, egy adott tagállam fenyegetettségét értékeli, elősegíti a tagállamok közötti információcserét, valamint a terrorizmus új irányainak feltárására vonatkozó vizsgálatokat végez.

## Az Europol stratégiája
Europol 2010-2014 közötti stratégiája, majd a még hosszabb időtávra szóló Europol Strategy 2020+ útmutatóul szolgál az ügynökség mindennapi tevékenységére nézve.
A stratégiákban három fő célkitűzés szerepel :
1. Az Európai Unió támogató szerve legyen a jogi kikényszeríthetőséget elősegítő műveletekben: Az Europol ennek érdekében különféle elemzések készít, információkat továbbít a Közösség részére.
2. A bűnügyekkel kapcsolatos, rendelkezésre álló információk központja legyen az Európai Unión belül: Az ügynökség például elősegíti a tagállamok közötti kooperációt annak érdekében, hogy az eddigi információhiányos, vagy a nyomozások szempontjából elsődlegesnek tartott területeken hatékonyan tudjanak együttműködni.
3. Az Európai Unió jogi kikényszerítő képességének további fejlesztését elősegíteni Az EU élen jár az innováción alapuló új technikák alkalmazásában, a tudás megosztásának elősegítésében és a minőségi oktatásban és az olyan speciális területeken, mint például az euró hamisítás, vagy a terrorizmus elleni küzdelem. Az Europol a tagállamokkal való együttműködését különféle támogatásokkal, tanácsadásokkal és képzésekkel segíti.

A kitűzött célok megvalósítása során az Europol öt elvet igyekszik alkalmazni, melyek a következőek: integritás, felelősségre vonhatóság, kezdeményezőkészség, csapatszellem, hatékonyság.